# Dixon Calvetti
Dixon Calvetti (San Felipe, Venezuela, 13 de febrero de 1980 - Buenos Aires, Argentina, 16 de julio de 2023) fue un artista contemporáneo, docente e investigador venezolano que vivió en San Felipe, Yaracuy hasta el año 2018 cuando se traslada a la ciudad de Buenos Aires, Argentina, concretamente al popular barrio de La Boca, donde reside y desarrolla una importante labor educativa-comunitaria hasta el momento de su fallecimiento. 
Desde sus inicios, se interesó y ahondó en temáticas como la religiosidad popular, destacando principalmente el sincretismo religioso de Yaracuy, la situación político-cultural venezolana y, más recientemente, los procesos migratorios. Contextos desde donde su obra se ha situado para explorar la simbología, el imaginario y el sincretismo popular reciente ya no sólo de Venezuela, sino también de Latinoamérica. De allí que el culto a María Lionza se configure como eje central de toda su investigación, y que con ello se le sitúe como uno de los artistas contemporáneos venezolanos referentes en el diálogo del arte con el ritual y la espiritualidad popular y uno de los principales exponentes de los cruces entre religiosidad, devoción intrínseca familiar, hibridez y resignificación estética particular.
Para la producción de sus obras utilizó diversos lenguajes artísticos como la performance, la instalación, el videoarte, la videoperformance, la fotografía, el dibujo y la pintura, priorizando en esta última sus posibilidades matéricas. 
Una de sus investigaciones más destacadas en este sentido es el uso y la exploración de materiales pictóricos que remiten a la cultura popular venezolana, como el chimó  (pasta viscosa de mascar a base de tabaco) el onoto o achiote (empleado como colorante y condimento en la gastronomía popular y en la ornamentación corporal de algunas culturas indígenas) y el yute (tejido utilizado en la industria agrícola, también conocido como “tela arpillera”). 
Publicó diversos artículos académicos en revistas especializadas como: Revista Kaypunku de Estudios Interdisciplinarios de Arte y Cultura, Perú; Revista de Arte Contemporáneo Index, Ecuador; Calle 14: Revista de Investigación en el campo del Arte, Colombia; y post(s) Colegio de Comunicación y Artes Contemporáneas de la Universidad San Francisco de Quito, Ecuador. 
Participó en muestras colectivas nacionales e internacionales en países como Venezuela, España, Francia, Cuba, Ecuador, Chile, Argentina, México y Bolivia. Siendo expuesta su obra en diferentes museos e instituciones culturales como Museo Etnológico y de Culturas del Mundo de Barcelona, Museo Nahim Isaias de Guayaquil, Centre d`Art Villa Eugenia-Godella de Valencia, Universidad Autónoma del Estado de México (en el ámbito internacional) y en el ámbito nacional, Museo de Arte Contemporáneo de Caracas, Museo de Bellas Artes de Caracas, Museo Alejandro Otero, Museo Jacobo Borges, Galería Universitaria de Arte de la Universidad Central de Venezuela (UCV), Museo de Arte de Valencia (MUVA) y el Museo Carmelo Fernández de San Felipe; importante espacio cultural de su localidad donde realizó -entre otras participaciones- su primera exhibición individual.

## Biografía
Es hijo natural de Dilcia Calvetti de Osorio y padre de Shadia Nayat Calvetti Zavarce.
Desde sus primeros años se vio influenciado por una protagónica presencia de lo femenino -que posteriormente aparece en su obra- marcada por una particular gestación de vínculos hacia el interior de su hogar; habiendo sido criado por su abuela y figura materna más importante María Dominga Sequera de Calvetti y su tía Silvia Calvetti, en compañía de sus hermanas Danielly Mercedes Calvetti y Dilsy Calvetti. Situación que le provee de un denotado y familiar universo simbólico femenil.
Durante su adolescencia fue conocido por su interés y vinculación al campo del arte a través del estudio y práctica del retrato, el desnudo y la figura humana, bajo un entorno primeramente autodidacta y luego con la orientación del dibujante Alexander Rojas y el artista Felipe Guevara, quien además de tener una prominente presencia en el retrato socio-histórico de la ciudad, resultó relevante por su posterior vinculación afectiva con Calvetti. En este mismo sentido, su participación en talleres artísticos, charlas, encuentros y seminarios en varias instituciones culturales de San Felipe, también fue destacada. 
En 1996 inicia sus primeros estudios en artes, en la Escuela de Artes Plásticas Carmelo Fernández de su ciudad natal, de donde egresa en 1998. Lugar en el que conoce a Juan Carlos Urrutia con quien tendrá una larga amistad, compartiendo gran parte de su formación y carrera artística hasta el final de su vida.
Entre el 2000 y el 2002 formó parte del Centro Experimental de Talleres Artísticos (CETA), donde profundizó en el estudio de la mitología y la cosmogonía popular y su vínculo con la historia y las manifestaciones culturales del Centro-Occidente de Venezuela (Lara, Portuguesa y Yaracuy) a partir de las investigaciones, notas y algunos textos publicados por el antropólogo yaracuyano Gilberto Antolínez(Hacia el indio y su mundo, 1946 y Los ciclos de los dioses, 1998); este último publicado póstumamente por la editorial La Oruga Luminosa bajo la compilación y dirección del escritor y cronista Orlando Barreto. En este mismo espacio dialoga con la obra del artista Edgar Giménez Peraza -que será referencia importante de sus indagaciones míticas posteriores- y conoce a Luis Noguera -con quien mantendrá posteriormente una profunda amistad- y que influirá tanto en el desarrollo del portafolio con el que obtendrá su ingreso para iniciar sus estudios universitarios en el año 2002, como en la producción de la obra con la que obtiene el primer premio de su carrera como artista, ese mismo año.
Durante la primera parte de sus estudios universitarios (2003-2005) vivió y trabajó en la ONG, Organización Nelson Garrido, destacada institución y colectivo artístico venezolano creado en la ciudad de Caracas por el reconocido fotógrafo homónimo. Es ahí donde profundiza en algunas de sus inquietudes artísticas más transversales, vinculadas con lo multicultural, que le permiten hacer diálogo con fotógrafos e investigadores como Joan Fontcuberta, Luis Brito, Fran Beaufrand, Gerardo Zavarce , Martín Castillo Morales y Marcos López, quien le invita a participar como modelo en algunas de sus fotografías en el barrio 23 de enero y con quien retomará contacto posteriormente durante su estancia en Argentina. 
A lo largo de ese mismo período (en el año 2004) conoce al antropólogo y cineasta catalán Roger Canals, que había viajado a Caracas para realizar su tesis sobre María Lionza y con quien, luego de realizar algunas colaboraciones durante ese primer encuentro (documentación de las celebraciones rituales en la montaña de Sorte y participación en las primeras grabaciones para sus películas) establece un vínculo afectivo-profesional que le llevará al desarrollo de varias experiencias: Rostros de una divinidad venezolana (2007, documental) y Una diosa en movimiento [María Lionza en Barcelona] (2016, documental the Wenner-Gren Foundation and Jordi Orobitg Produccions) donde participa como artista; y el libro El rol de las imágenes en el culto de María Lionza (2022) donde escribe el Prólogo. 
En el 2007 obtiene el título de Licenciado en Artes Plásticas, Mención Medios Mixtos, en la décima y última promoción del Instituto Universitario de Estudios Superiores en Artes Plásticas Armando Reverón (IUESAPAR), actualmente UNEARTES, junto a artistas como Aidana Rico, Lucio Vega, Malu Valerio, Alexander Brandt, Kevin Orellanes y Juan Carlos Urrutia. Institución donde da inicio a su experiencia docente con la participación en el Programa Orientación en la Formación Artística (OFA) desarrollado por el Departamento de Educación de la Oficina de Extensión y Relaciones, y donde también se desempeñó durante varios años como Presidente del Centro de Estudiantes.
En el 2008 se traslada al municipio Ospino, en el Estado Portuguesa, para desempeñarse como docente de las cátedras Lenguaje Plástico y Análisis de los Lenguajes Cinematográficos, en una ampliación de núcleos del Programa OFA que llevó a cabo la UNEARTES y que tuvo sede en el antiguo galpón del Ministerio de Obras Públicas de dicha región. Durante este período establece un nexo importante con el uso y consumo del chimó como parte inherente a la cotidianidad de los habitantes locales, y que posteriormente lo lleva a indagar en su historia, producción y anclaje simbólico, haciéndose materia fundamental de su investigación artística. A partir de ello, desarrolla un proyecto expositivo -aún inédito- junto a Juan Carlos Urrutia denominado “Territorios O-cultos” en el que subvierten el uso de sus respectivos materiales plásticos en relación con sus propias conceptualizaciones artísticas, estableciendo un vínculo simbólico entre la tierra y el chimó, así como entre la religiosidad y el hacer popular.
En el 2010 funda el Colectivo Tres Potencias junto a sus amigas y artistas Michelina Farrauto y Patricia Proaño, proyecto de exploración e indagación colectiva que le llevará a profundizar sobre la experimentación de nuevos medios artísticos y el sincretismo marialioncero, dando lugar a participaciones como: 2.º Festival Internacional de Videoarte FIVA de Buenos Aires, Argentina, 2012; Archidona Cinema 10. Muestra de Cine Andaluz y del Mediterráneo de Málaga, España, 2013; V Festival Internacional de Videoarte de Camagüey, Cuba, 2013; y el Festival de Videoarte Longaniza, realizado primeramente en Venezuela y luego en Argentina (Peras de Olmo Ars Continua, Buenos Aires) y Chile (Bienal SURDICO, Puerto Varas) en coorganización con Juan Carlos Urrutia.
Desde ese mismo año (2010) y hasta el 2018 se desempeña como docente e investigador en el Decanato Experimental de Humanidades y Artes de la Universidad Centroccidental Lisandro Alvarado (UCLA) en Barquisimeto, Venezuela, donde se encarga de las cátedras: Fundamentos Básicos del Dibujo, Morfología, Técnicas de Expresión Plástica, Lenguaje Plástico e Instalaciones Artísticas; además de formar parte del Comité de Evaluación de Trabajo de Grado. Período en el que publica algunos de sus artículos de investigación y realiza varias participaciones en proyectos expositivos internacionales.
En septiembre de 2018, debido a la hiperinflación que introduce a Venezuela en una profunda crisis social y política, decide migrar a Argentina en busca de mejores perspectivas de vida, formando parte del éxodo o crisis de refugiados venezolanos. Realiza así un largo viaje por tierra (alrededor de 8.250km) que va a durar 14 días y que documentará con fines artísticos, cruzando la frontera entre Venezuela y Colombia a través del Puente Internacional Simón Bolívar, la frontera entre Colombia y Ecuador a través del Puente Internacional de Rumichaca, la frontera entre Ecuador y Perú a través del Puente Internacional Huaquillas-Tumbes, la frontera entre Perú y Chile a través del Complejo Fronterizo Chacalluta y la frontera entre Chile y Argentina a través del Paso de Jama, que lo lleva a un recorrido final desde la provincia de Jujuy hasta la ciudad de Buenos Aires, donde fue recibido por su amigo y artista Juan Carlos Urrutia.
A finales de ese mismo año conoce al actor y cantante lírico venezolano Iván García con quien entablará una sólida amistad que los llevará años más tarde a desarrollar un conjunto de obras performativas de las que destaca Ánima de la Yaguara, (en la que también contará con el apoyo audiovisual de su amigo y artista Saúl Rivas Berríos, presentada en formato videoarte y como performance de inauguración durante su exhibición Contra-Punteo, realizada en la galería del Colectivo Periferia, dirigido por su amigo y artista Miguel Ronsino. 
Durante todo el 2019 realiza algunos trabajos temporales mientras se establece legalmente en territorio argentino, y aunque desde su llegada tiene algunas participaciones en el escenario artístico local, es recién a partir del 2020 que logra hacer parte de experiencias articuladas como: Estudios Villafañe 584 (donde comparte taller con Juan Carlos Urrutia y Saúl Rivas Berríos, desarrolla parte de su obra más reciente y confluye en experiencias artísticas junto al artista suizo-italiano Gian Paolo Minelli y a los artistas argentinos José Luis Landet, Ginevra Landini y Juan Dolhare); Educador en el Centro Cultural Nómade (CCN) de Fundación Proa; Apoyo en logística de producción de obras para el fotógrafo Marcos López; y finalmente Coordinador de Educación y Comunidad para MARCO (Museo de Arte Contemporáneo de La Boca), experiencia precursora del trabajo de vinculación con las comunidades locales que le habilita una investigación entramada con los programas Fundación SOS Infantil, Centro Cultural El Puente, Centro Cultural Quinquela Martín y Asociación el Trapito; para lo cual desarrolla una interlocución e intercambio a distancia con los artistas venezolanos Ender Rodríguez y Macjob Parabavis. 

## Concepto artístico
Dixon Calvetti desarrolla una obra que media entre la religiosidad popular y la coyuntura sociopolítica latinoamericana. Sus diferentes ahondajes marcan un interés y búsqueda constante acerca de lo sagrado, no sólo en un plano religioso sino completamente vital. De ahí que la dimensión de su obra transite una mixtura de sentidos entre lo natural y lo cultural, así como un traslado de conceptos que establecen diálogos de lo tangible con lo intangible.

Según la crítica de arte chilena-venezolana Carmen Hernández:

"Calvetti exorciza el campo del arte dominado por los espíritus fatuos de la mercantilización y recupera esa memoria animista arraigada en el imaginario latinoamericano que representa valores históricos y de hermandad no institucionalizados.”
El museólogo, curador y restaurador Rafael Principal Torres (fundador e histórico director del Museo Carmelo Fernández) hace referencia a la obra de Calvetti como portadora de un lenguaje y sistema de escrituras a partir de imágenes y símbolos con significados cargados de la energía que aporta el chimó, usado además como materia pictórica, junto con la acción exorcizante y sanadora del tabaco a partir de su humo y sus cenizas, y la acción purificadora lograda con las aspersiones directas de licor. Afirmando también que:
“Convierte así cada obra en materia densamente simbólica, religiosa, cosmogónica, transformándolas de esta manera en obras destinadas a la contemplación estética, en piezas objeto de religiosidad, de representación mística, de iniciación, de ceremoniales." 
A este respecto, el investigador, curador y crítico de arte cubano-venezolano Félix Suazo dice:
“A menudo, los asuntos de la fe y los preceptos de la razón aparecen enfrentados como si fueran incompatibles. Sin embargo, esta presunción antagónica tiene excepciones reveladoras (...) Dixon Calvetti, artista que ha centrado su trabajo creativo en la exploración del universo sagrado, propone un diálogo entre la ritualidad popular y el campo del arte, ámbitos a los que se adscribe simultáneamente como oficiante y devoto (...) A partir de allí se despliega un juego de relaciones simbólicas que va de la imaginería sacra a la iconografía profana. Velas, cajas de chimó, globos y hasta la propia ropa del artista, se disponen y jerarquizan cuidadosamente como se hace en los altares (...) Nada sacrílego o irreverente hay en esta operación, cuyo sentido proviene en realidad de una vocación ecuménica, que entiende lo sagrado como una categoría multifocal y aglutinante." 
Y es que la práctica de desdoblamiento con que asume su obra y confronta su religiosidad no es sino un reflejo de esa necesidad de rever el cruce entre su imaginario Caribe y el devenir de una visualidad latinoamericana reciente, desde una trans-territorialidad que apenas comenzaba a explorar.  

## Premios
- 2002  Primer Premio XII Salón Carmelo Fernández. Museo Carmelo Fernández. San Felipe, Venezuela.[17]
- 2005  Premio 1er Salón de Jóvenes Talentos. Museo Carmelo Fernández. San Felipe, Venezuela.
- 2010  Tercer Premio Salón Bicentenario de la Independencia. Museo Carmelo Fernández. San Felipe, Venezuela.
- 2012  Premio 4to Festival Internacional de Artes Visuales INCUBARTE. Galería la Mutante. Valencia, España.

## Exhibiciones individuales
- 2009  Reinvención de lo Sagrado. Museo Carmelo Fernández. San Felipe, Venezuela.
- 2009  La Mano Poderosa. Galería Estespacionoesmio. Valencia, Venezuela.[20]
- 2012  Multifocal y Aglutinante. Galería la Mutante. Valencia, España.[21]
- 2016  Testimonios de Fe. Museo Carmelo Fernández. San Felipe, Venezuela.[19]
- 2022  Contra-Punteo. Galería Colectivo Periferia. Buenos Aires, Argentina.[18]
- 2024  ENTRANCE. Museo de Arte Contemporáneo de La Boca. Buenos Aires, Argentina.[22]

### -Reinvención de lo sagrado, 2009
Fue la primera muestra individual en la que trabajó con la iconografía de María Lionza (diosa pagana que conforma el eje central del sincretismo religioso venezolano) mezclándola con la imagen del artista nacional Armando Reverón y el santo yaracuyano Lino Valles. Instaló altares y figuras religiosas -cual templo sagrado- no en un sentido irónico sino tomando como base una visión ecuménica. De ahí el propio nombre de la muestra. 

### -La Mano Poderosa, 2009
Exhibición de corte experimental no sólo por las características del espacio y proyecto donde se desarrolla, sino porque realiza sus primeras instalaciones de proceso -dado que al incluir materia combustible sólida el concepto de transformación actúa como elemento implícito- incorporando la idea de velación en el contexto artístico.

### -Multifocal y aglutinante, 2012
Primera muestra individual internacional que el artista realiza como parte del premio obtenido durante su participación en el Festival INCUBARTE. Propone un cuerpo de obras mixtas que median sobre los formatos analógico y digital, estableciendo diálogos transversales entre el videoarte y la pintura.

### -Testimonios de fe, 2016
Segunda exhibición individual del artista celebrada en territorio yaracuyano, a partir de un juego de relaciones simbólicas que articulan el sitio ceremonial, el feligrés y el espectador iniciado, hacia el encuentro o diálogo con lo sacro, lo divino, lo popular y lo profano.

### -Contra-Punteo, 2022
Primera muestra individual durante su estancia en Argentina. En ella concilia sus inquietudes éticas y estéticas más existenciales en torno a los conceptos ya implícitos en su obra y a ese proceso reciente de desplazamiento que ensaya a partir de la memoria, huella y acercamiento a esa idea de frontera y territorio en conflicto.

### -ENTRANCE, 2024
Primera exhibición individual póstuma del artista desarrollada a partir de un proceso de relevamiento, documentación y recuperación de sus archivos personales, realizado por un equipo de artistas amigos bajo la mediación curatorial de Juan Carlos Urrutia. La propuesta sigue sus propias indicaciones conceptuales halladas en notas y bocetos, estableciendo una línea de sentidos alrededor de su panorama artístico-intelectual y sus principales preocupaciones éticas y estéticas, sobre una selección de producciones recientes, objetos rituales, mapas conceptuales, proyectos inéditos y re-enactments (recreaciones) de algunas de sus obras de mayor anclaje en torno a la trans-territorialidad, la religiosidad popular y el sincretismo marialioncero de Venezuela. La muestra convoca a una exploración relacional del término ENTRANCE desde una doble dimensión, donde el concepto de "entrada" enuncia el tránsito como una forma de desplazamiento físico-simbólico, y la idea de trance remite a un estado de percepción y conciencia espiritual elevado.

## Exhibiciones colectivas (Selección)
- 2005  1º Bienal Internacional de Video Arte, Homenaje a Asdrúbal Colmenares. C. C. Chacao. Caracas, Venezuela.
- 2005  María Lionza “Imágenes y Representaciones”. Museo Jacobo Borges. Caracas, Venezuela.
- 2005  Caracas Video Pack. Videoarte Actual. Museo de Arte Contemporáneo Sofía Imber. Caracas, Venezuela.
- 2005  Lugar Común. Museo Francisco Narváez. Porlamar, Venezuela.
- 2006  Proyecto Comunitario: La Chicha de Jora de Arnaldo Carranza. Galería UNEXUS. Caracas, Venezuela.
- 2006  María Lionza. Religiosidad Mágica de Venezuela. Museo Carmelo Fernández, San Felipe, Venezuela.
- 2006  Primera Edición del “Premio Venezolano de Fotografía Goethe-Institut”. Caracas, Venezuela.
- 2009  Cosmologías Rituales. Galería UCV. Caracas, Venezuela.
- 2009  El Barril Cultural Exchange. Valores audiovisuales de Venezuela. Itinerante: España, Francia, Japón y Corea.
- 2010  VI Bienal de Arte Riudebitlles. Barcelona, España.
- 2010  65 Bienal Salón Arturo Michelena. Valencia, Venezuela.
- 2010  XV Festival de Cine de Zaragoza. Muestra Caracas Video Pack. España.
- 2011  4to Festival de Artes Visuales INCUBARTE. Valencia, España.
- 2011  4to Festival de Videoarte de Camagüey. Circuito para la Exhibición y el Desarrollo de los Nuevos Medios. Cuba.
- 2012  2da Edición Video en Acción. Centro de Artes Vivas Alexis Mujica.(CAVAN). Valencia, Venezuela.
- 2012  8vo Festival Internacional de Videoarte VIDET. Vilafranca del Penedés. Barcelona, España.
- 2012  V Festival Internacional de Videoarte Bang. Barcelona, España.
- 2012  10X10 Panorama Actual d`Art Contemporánea. Centre d`Art Villa Eugenia-Godella. Valencia, España.
- 2012  1er Festival Latinoamericano de Videoarte FLAVIA. Centro Cultural Borges. Buenos Aires, Argentina.
- 2012  5to Festival de Artes Visuales INCUBARTE. Valencia, España.
- 2012  1er Festival Internacional VideoLooking & Performance Live HL. Barcelona, España.
- 2013  SCREENS. II Ciclo de Video-Creación Digital Panamericana. Galería Mister Pink. Valencia, España.
- 2014  Entre la Costa y el Valle. Museo Alejandro Otero, Caracas, Venezuela.
- 2014  Retablos: Miradas Venerables. Casa Nuestra América José Martí. Caracas, Venezuela.
- 2015  VIII Festival de Videoarte BANG. Casa Elizalde, Barcelona, España.
- 2015  Bienal de Arte Octubre Joven. Museo de Arte de Valencia, Venezuela.
- 2016  De lo que no se puede hablar hay que hablar. La Situación 2016 arte por-venir. Cuenca, España.
- 2018  Microrrelatos. Galería Espacio 5. Caracas, Venezuela.
- 2018  Eneagrama. Festival Internacional de Cine y Video Experimental. Córdoba-Argentina.
- 2018  Proyecto Rotatoria. Cineclub Municipal Hugo del Carril. Córdoba, Argentina.
- 2019  L.I.G.A. (Liga Independiente de Gestiones Audiovisuales). Centro Cultural Recoleta. Sala 7. CABA, Argentina.
- 2019  Distancia de Rescate. Activación y proyección de videoarte. Camarones Arte contemporáneo. CABA, Argentina.
- 2019  Venezuela Subjetiva. El Sábato Espacio Cultural. CABA, Argentina.
- 2019  3er Salón Internacional de Gráfica Contemporánea “Post imagen”. Museo Nahim Isaías, Cuenca, Ecuador.
- 2019  Gallery Days. Circuito Distrito de las Artes. Villafañe 584. Estudio Abierto. CABA, Argentina.
- 2020  María Lionza: Una diosa en movimiento. Museo Etnológico y de Culturas del Mundo de Barcelona, España.
- 2021  VII Festival Nodo Caracas. Venezuela-España Online.
- 2021  4to Encuentro de Video. Umbral Espacio Arte. CABA, Argentina.
- 2022  Gallery Days. Circuito Distrito de las Artes. Villafañe 584. Estudio Abierto. CABA, Argentina.
- 2022  BRUTAL. Estudio 301 de Villafañe 584. Estudio Abierto. CABA, Argentina.
- 2023  3er Festival Internacional IMAGINAR FUTURO. Universidad Autónoma del Estado de México.
- 2023  Relatos para una colección. Museo Alejandro Otero. Caracas, Venezuela.
- 2023  Reductos Insospechados de las Cosas. Nube Gallery. Santa Cruz de la Sierra, Bolivia.

## Obras destacadas
- - 2006  Velación (Performance) Monumento Natural Cerro María Lionza, montaña de Sorte, Yaracuy, Venezuela.
  - 2006  Wadabakoa (Videoperformance) Homenaje a Pedro Centeno Vallenilla. Caracas, Venezuela.
  - 2007  María Lionza. Una mujer que se esmera por su apariencia (Videoinstalación)
  - 2008  Gracias por los favores concedidos (Videoinstalación). Custodia Museo Carmelo Fernández.
  - 2008  Contra todo (Instalación de cajetas de chimó intervenidas). Colección Museo Carmelo Fernández.
  - 2009  Ofrenda (Instalación) Colección Museo Carmelo Fernández.
  - 2009  Leyendo el futuro del arte venezolano (Videoarte)
  - 2010  Día de la Resistencia Artística (Videoarte)
  - 2010  ¿Pelota anti-estrés? o ¿la Patria en Pelotas? (Videoarte) Homenaje a Juan Loyola y Claudio Perna
  - 2011  Restos de Bolívar. "El ejemplo que Caracas dio" (Videoarte)
  - 2012  Oración del arte español (Videoarte) Realizado para la exhibición: Multifocal y aglutinante.
  - 2013  Testimonios de fe (Video) Documentación y entrevista a María Dominga de Calvetti.
  - 2013  El milagro de la firma (Pasta de chimó sobre tela, 195 x 159 cm)
  - 2016  Altar familiar (Video)
  - 2017  Museo Imaginario (Instalación de revistas religiosas intervenidas)
  - 2018  Mó (Instalación)
  - 2018  Serie: El color espiritual (Fotoperformance)
  - 2019  Los Pastores de Arcadia (Instalación de revistas religiosas intervenidas)
  - 2022  Ánima de la Yaguara (Videoarte / Videoperformance) realizado para la exhibición: Contra-Punteo.
  - 2022  Memorias de un Navegante (Instalación) realizada para la exhibición: Contra-Punteo.
  - 2022  Sedimentación (Pinturas matéricas) realizadas para la exhibición: Contra-Punteo.
  - 2022  Frontera en cuatro tiempos (Pinturas matéricas) realizadas para la exhibición: Contra-Punteo.
  - 2022  El escupitajo como materia, médium y acción (Performance junto a Juan Carlos Urrutia) Exhibición: Contra-Punteo.

## Investigaciones y publicaciones
«Gracias por los favores concedidos» Leyendo el futuro del arte contemporáneo venezolano, 2014 
Este artículo plantea una reflexión sobre el campo de la religiosidad popular, con un ahondaje específico sobre el culto a María Lionza, visto desde la llamada oración del tabaco, su relación con los muertos milagrosos en Venezuela y su vinculación con la producción de las prácticas artísticas contemporáneas. Actuando ambos fenómenos (el de la religiosidad popular y las prácticas artísticas) desde una doble condición de oficiante y devoto. El sentido de esta investigación radica en exponer las diferentes formas de percibir la realidad desde la fe y creencia no sólo como acto litúrgico, sino también como manifestación de imaginarios y hábitos que se detectan en las prácticas de la creación artística, mostramos pues, tres análisis de propuestas audiovisuales (video creación) tituladas: La oración del arte, Leyendo el futuro del arte venezolano y Día de la resistencia artística, que fundamentan el sentido teórico-práctico del presente estudio.
-De lo Espiritual en el Museo de Arte: Espacio de Congregación y Alabanzas a Dios, 2016 
En este artículo, Calvetti examina a tres comunidades evangélicas cristianas que han establecido una presencia constante en el Museo de Arte Carmelo Fernández durante varios años. De ahí ahonda y tensiona la idea del museo como “santuario”. Dentro de esta perspectiva, se llevará a cabo una exploración de diversos aspectos: La consideración del museo como un "templo" y la santificación del espacio, las nuevas audiencias del museo y la adoración de la expresión artística en relación con los puntos de contacto y encuentro a la adoración de Dios. 
-El chimó como elemento (matérico) y simbólico en las prácticas de creación artística de Venezuela, 2017 
En esta investigación analiza cómo el chimó se emplea en la creación artística contemporánea en Venezuela y cómo dicha sustancia se convierte en un componente simbólico y material que impulsa procesos creativos en diversos medios artísticos. El autor usa el chimó como base para desarrollar su propio lenguaje artístico experimental. La investigación se apoya en la historia del chimó como parte de la cultura ancestral venezolana y del mundo indígena prehispánico así como su presencia en imaginarios populares actuales. El resultado de esta investigación incluye varias actividades artísticas, como las exhibiciones tituladas: Cosmologías Rituales (2008) en la Galería de la UCV en Caracas, Reinvención de lo Sagrado (2009) en el Museo Carmelo Fernández de San Felipe, Yaracuy; y Testimonios de fe (2016) en el mismo museo. 
-Del médium espiritista al médium artista: El culto a María Lionza como práctica artística en Venezuela, 2020 
En este artículo, Calvetti se enfoca específicamente en el culto a María Lionza, en Venezuela, explorando cómo la figura del "médium espiritista" se transforma en el "médium artista", como intermediación entre el arte y la religión, concebidas ambas por el autor como esferas espirituales. El ensayo sugiere la incorporación de rituales en el arte, especialmente en el videoperformance y la videoinstalación como firmas, ya que cuestionan el punto de vista del espectador. El autor se asume como devoto practicante lo cual favorece las conversaciones y tensiones entre ambos mundos. Analiza tres obras que documentan vivencias y procesos relacionados con el culto. Dice:
“En este caso, he podido comprender mejor mi práctica artística desde la complicidad y el diálogo con los médiums y sacerdotisas que participan como actores sociales en los procesos artísticos. ¿Qué encontré mientras desarrollaba esta investigación? Mientras escribía estas líneas, pensaba en la Oración del tabaco. Esta performance ritual evidencia una concepción de cuerpo que se encuentra entre una doble ausencia: la del espíritu, invocado para que realice el favor, y la ausencia de la persona o ser querido, cuya vuelta a casa se necesita. También pienso en la ausencia del artista y su trascendencia después de la muerte, las cuales entiendo como sistema de creencias vinculadas al valor de la firma y rituales de consagración.”

## Colecciones y Representaciones
- Museo Carmelo Fernández. Yaracuy, Venezuela.
- Ateneo de Aroa. Yaracuy, Venezuela.
- Galería la Mutante. Valencia, España.
- Museo de Arte Contemporáneo de La Boca. Buenos Aires, Argentina.
- Museo Virtual de América y el Caribe.[34]
- Ob-art Video. Barcelona, España.
- Coleccionismo Contemporáneo.[35]